# Olios zebra
Olios zebra là một loài nhện trong họ Sparassidae.
Loài này thuộc chi Olios. Olios zebra được Tord Tamerlan Teodor Thorell miêu tả năm 1881.